# Aldis Hodge
Pour les articles homonymes, voir Aldis et Hodge.
Aldis Hodge est un acteur américain né le 20 septembre 1986 aux États-Unis, en Caroline du Nord, dans le comté d'Onslow.

## Biographie
Aldis Alexander Basil Hodge a joué du violon et de la clarinette étant enfant, mais il se focalise aujourd'hui sur le violon. Il est le frère de l'acteur Edwin Hodge.
Il obtient pour son 21e anniversaire le rôle d'Alec Hardison dans la série télévisée Leverage. Il est ensuite choisi pour interpréter le rôle de Hawkman dans le film Black Adam dont la sortie est prévue en 2022.

## Filmographie
Modèle:Section à wikifer

### Cinéma
| Année | Titre                                     | Rôle                  |
| ----- | ----------------------------------------- | --------------------- |
| 1995  | Une journée en enfer                      | Raymond               |
| 1996  | Pluie de roses sur Manhattan              | Prince                |
| 2000  | Big Mamma                                 | Jeune basketteur no 2 |
| 2004  | Ladykillers                               | Gangster              |
| 2005  | The Tenants (en)                          | Sam Clemence          |
| 2005  | Little Athens (en)                        | Pitt                  |
| 2005  | Edmond                                    | Leafletter            |
| 2006  | Happy Feet                                | Autres voix           |
| 2006  | American Dreamz                           | Soldat Chuck          |
| 2009  | Red Sands (en)                            | Trevor                |
| 2013  | The East                                  |                       |
| 2015  | NWA: Straight Outta Compton               | MC Ren                |
| 2016  | Jack Reacher: Never Go Back               | Espin                 |
| 2017  | Les Figures de l'ombre                    | Levi Jackson          |
| 2018  | La vérité sur Brian Banks                 |                       |
| 2019  | Ce que veulent les hommes (What Men Want) | Will                  |
| 2019  | Invisible Man (The Invisible Man)         | James                 |
| 2020  | One Night in Miami                        | Jim Brown             |
| 2022  | Black Adam                                | Hawkman               |

### Télévision
| Année     | Série                         | Rôle                    | Apparition(s)                                                          |
| --------- | ----------------------------- | ----------------------- | ---------------------------------------------------------------------- |
| 1997      | Between Brothers (en)         | Reggie                  | Family Affair                                                          |
| 1998      | NYPD Blue                     | Eddy                    | Weaver of Hate                                                         |
| 1999      | Buffy contre les vampires     | Jeune masqué            | Fear Itself                                                            |
| 1999–2000 | Pacific Blue                  | Maurice Raymond         | Juvies 1999 et Kangaroo Court 2000                                     |
| 2000      | Amy                           | Lester Clancy           | Zero Tolerance                                                         |
| 2000      | La Cité des anges             | Marcus Hall             | SWATs Happening et Lake Erie                                           |
| 2001      | Becker                        | diplômé no 1            | 2001½: A Graduation Odyssey                                            |
| 2002      | Boston Public                 | Andre                   | Chapter Thirty-Seven                                                   |
| 2002      | Charmed                       | Trey                    | Long Live the Queen                                                    |
| 2003      | Urgences                      | Jeune homme             | The Lost, Stuck on you                                                 |
| 2003      | Cold Case : Affaires classées | Mason Tucker en 1973    | The Runner                                                             |
| 2003      | Mes plus belles années        | (Non crédité)           | Rescue Me et Another Saturday Night                                    |
| 2006      | Half and Half                 | Kadeem                  | The Big Training Episode                                               |
| 2006      | The Game                      | Derwin Davis            | Épisode Pilote                                                         |
| 2006      | Numb3rs                       | Travis Grant            | The OG                                                                 |
| 2006      | Girlfriends                   | Matthew Miles           | The Game, Good News, Bad News, et L.A. Bound                           |
| 2006      | Bones                         | Jimmy Merton            | The Soldier on the Grave                                               |
| 2006–2007 | Friday Night Lights           | Ray « Voodoo » Tatum    | Wind Spirits, Who's Your Daddy, Git'er Done, Best Laid Plans, et State |
| 2007      | Supernatural                  | Jake Talley             | All Hell Breaks Loose Part 1 et All Hell Breaks Loose Part 2           |
| 2007      | Standoff : Les Négociateurs   | Nathan Hall             | The Kids in the Hall                                                   |
| 2008      | Les Experts                   | Tony Thorpe             | Too Tough to Die et The Happy Place                                    |
| 2008–2012 | Leverage                      | Alec Hardison           | 77 épisodes                                                            |
| 2009      | Castle                        | Azi                     | Always Buy Retail                                                      |
| 2009      | Forgotten                     | Danny Rowe              | Prisoner Jane                                                          |
| 2010      | Private Practice              | Esau Ajawke             | Fear of Flying                                                         |
| 2011      | Les Experts : Miami           | Isaiah Stiles           | Saison 10, épisode 7                                                   |
| 2014      | The Walking Dead              | Mike (mari de Michonne) | Saison 4 épisode 9                                                     |
| 2014–2017 | Turn                          | Jordan a.k.a. Akinbode  | 17 épisodes                                                            |
| 2016      | Underground                   | Noah                    | 10 épisodes                                                            |
| 2017      | The Blacklist                 | Mario Dixon             | Mr Kaplan                                                              |
| 2019      | City on a Hill                | DeCourcy Ward           | 10 épisodes                                                            |
| 2024      | Cross                         | Alex Cross              | 8 épisodes                                                             |

## Distinctions
- Il est nommé en 2010 aux Saturn Awards pour le meilleur second rôle masculin à la télévision dans Leverage[1],[2].